# Gabriella Palazzoli
Gabriella Palazzoli, née le 19 avril 1937 à Rome et morte dans la même ville le 28 octobre 2015, est une actrice italienne.

## Biographie
Gabriella Palazzoli est connue pour ses rôles dans des films tels que la « Vierge moderne » (1954). Tout au long de sa carrière, elle a captivé le public avec ses performances dans le cinéma et le théâtre italiens en jouant notamment avec Erminio Macario et Alberto Sordi.
Elle a été brièvement mariée en 1960 à John Drew Barrymore et de 1967 à 2015 à Fred Bongusto. Elle a eu une fille, Blyth Dolores Barrymore, avec John Drew Barrymore. 
Elle est décédée à Rome le 28 octobre 2015.

## Filmographie
- 1954 : Vierge moderne (Vergine moderna de Marcello Pagliero,
- 1955 : Bonsoir Maître (Buonanotte... avvocato) de Giorgio Bianchi,
- 1955 : La Chasse aux maris ou Jeunes filles d'aujourd'hui (titre original : Ragazze d'oggi) de Luigi Zampa,
- 1958 :  Le ciel brûle (Il cielo brucia) de Giuseppe Masini[2].